# Polybia rejecta
Polybia rejecta (лат.) — вид бумажных общественных ос рода Polybia из подсемейства Polistinae (Vespidae). Эндемик Неотропики. Оса ассоциирована со многими другими организмами, в частности, с муравьями рода Azteca и птицами рода чёрные кассики (Cacicus). Эта ассоциация наиболее выгодна для муравьёв и птиц из-за агрессивной защитной природы осы. Осы защищают своё гнездо, даже если это означает смерть, от любого хищника, который приближается к нему, и, следовательно, эта ассоциация также защищает муравьёв и птиц. Кроме того, оса известна тем, что питается яйцами красноглазых древесных лягушек в качестве основного способа существования. Как и многие другие виды ос, Polybia rejecta имеет кастовую систему цариц и рабочих, которая внешне проявляется в различии размеров тела ос; самая крупная самка становится царицей.

## Описание
Общественные осы среднего размера, длина тела составляет около 15 мм. P. rejecta имеет почти полностью чёрное тело и жало, отделяющееся благодаря автотомии. У неё небольшая округлая голова с короткими усиками, тонкое тело и тонкие крылья. Распространение осы сильно зависит от расположения водоёмов. Многие водные макрофиты являются важными кормовыми объектами для осы. Обычно этот вид встречается вместе с муравьями рода Azteca и гнёздами различных видов птиц. Как правило, причиной нахождения гнёзд вблизи муравейника является то, что он может служить защитой от кочевых муравьёв. Гнёзда этих ос обнаружены на нескольких видах растений. Каждый сот покрыт оболочкой, а последующие соты строятся на уже сделанных оболочках.
Во время охоты за насекомыми осы-фуражиры схватывали и жалили добычу, а более крупной жертве отрезали крылья или разрезали их на две части и после доставки в гнездо возвращались, чтобы собрать вторую часть. Время обработки увеличивалось в геометрической прогрессии с весом добычи.

## Гнездование рядом сAzteca chartifex
Azteca chartifex — это вид древесных муравьёв из рода Azteca, обычно ассоциирующийся с колониями P. rejecta. Эта связь была изучена в парке Риу-Досе (штат Минас-Жерайс, Бразилия), где наблюдалось двенадцать колоний P. rejecta. Осы обычно строят свои гнёзда на расстоянии 10—20 см от жилища муравьёв. Осиные гнёзда, как правило, меньше, чем гнёзда вдали от муравьиной колонии, и имеют схожую с муравьями окраску. Это затрудняет дифференциацию осиных гнёзд от муравьиных. Все двенадцать найденных и наблюдавшихся гнёзд были связаны с Azteca chartifex, что означает, что и осы, и муравьи получают какую-то выгоду. Был сделан вывод, что агрессивное поведение осы, вероятно, защищает муравьёв от млекопитающих, птиц или змей, которые пытаются приблизиться к гнезду. Защита осы от хищников, особенно млекопитающих, может способствовать сохранению численности муравьиной колонии, а также сохранению муравьиного гнезда. Несмотря на агрессивное поведение осы, агрессии между муравьями и осами не наблюдалось, а это означает, что такое сосуществование должно быть выгодно и для колонии ос, поскольку даёт ей дополнительную защиту от хищников.

## Королевы в сравнении с рабочими особями
Яйцекладущие самки, или королевы P. rejecta значительно крупнее рабочих. Касты можно различить, просто взглянув на размер королев по сравнению с рабочими, определённый с помощью лямбда-диапазона Уилка. Существует две возможности, объясняющие столь значительную разницу в размерах ос. Первая — это состояние яичников осы. У рабочих особей яичники менее развиты, чем у королевы, поэтому возможно, что недостаточное развитие яичников приводит к меньшему размеру тела рабочих особей. В соответствии со вторым предположением, у некоторых рабочих особей яичники могут быть полностью развиты, однако яйца развиваются не полностью. Это также может быть связано с уменьшением размеров рабочих особей. Наконец, рабочие особи меньше в размере, поэтому королева может оказывать на них доминирующее влияние. Королева — единственная репродуктивная особь в колонии. Это означает, что различия в размерах тела являются результатом способности или неспособности особи к репродукции. Такие морфологические различия и кастовая дифференциация наблюдаются также у вида Polybia sericea.

### Развитие яичников
У P. rejecta наблюдаются три типа развития яичников. Первый тип — это когда в одном яичнике имеется один нитевидный овариол, но нет видимых ооцитов или ооциты очень маленькие. Овариол — это одна из трубок яичника осы, а ооциты — это то, что потенциально может стать яйцеклеткой. Это означает, что первый тип ос не способен к размножению. Второй тип содержит один овариол с несколькими молодыми недоразвитыми яйцеклетками. Этот тип ос также не способен к размножению, то есть у рабочих особей будет один из этих типов развития яичников. Третий тип — королева, у которой есть хорошо развитые и очень длинные овариолы. Овариолы свёрнуты внутри брюшка и содержат по крайней мере одно зрелое яйцо. Королевы — единственные самки, которые осеменяются. Такое различие в размерах яичников наблюдается также у ос видов Chartergus mentanotalis, Epipona tatua и Polybia liliacea.

## Поедание икринок лягушек
Головастики древесной красноглазой квакши (Agalychnis callidryas) вылупляются из икринок раньше времени в результате хищничества P. rejecta. Растительность, на которой лягушки прикрепляют свои икринки, обычно находится над источником воды, что делает их уязвимыми для нападения древесных и воздушных хищников. P. rejecta известны как хищники мягкотелых членистоногих, особенно гусениц бабочек и эмбрионов лягушек. Фактически это хищничество является основным способом добычи пищи для ос. Осы атакуют, как правило, около половины найденных ими кладок яиц, уничтожая при этом почти четверть яиц в кладке. Чтобы противостоять атакам P. rejecta, эмбрионы лягушек вылупляются раньше, в три раза раньше, чем эмбрионы, которые не подвергаются нападению. После вылупления эмбрионов все лягушата успевают спастись, что является успешной адаптацией лягушек для предотвращения хищничества со стороны P. rejecta. Кроме того, осы атакуют в основном только живые икринки. Если оса встречает кладку с мёртвыми эмбрионами, она отказывается от неё и переходит к поиску кладок с живыми яйцами. В Коста-Рике было обнаружено, что оса также нападает на яйца других лягушек, например, вида A. saltator.

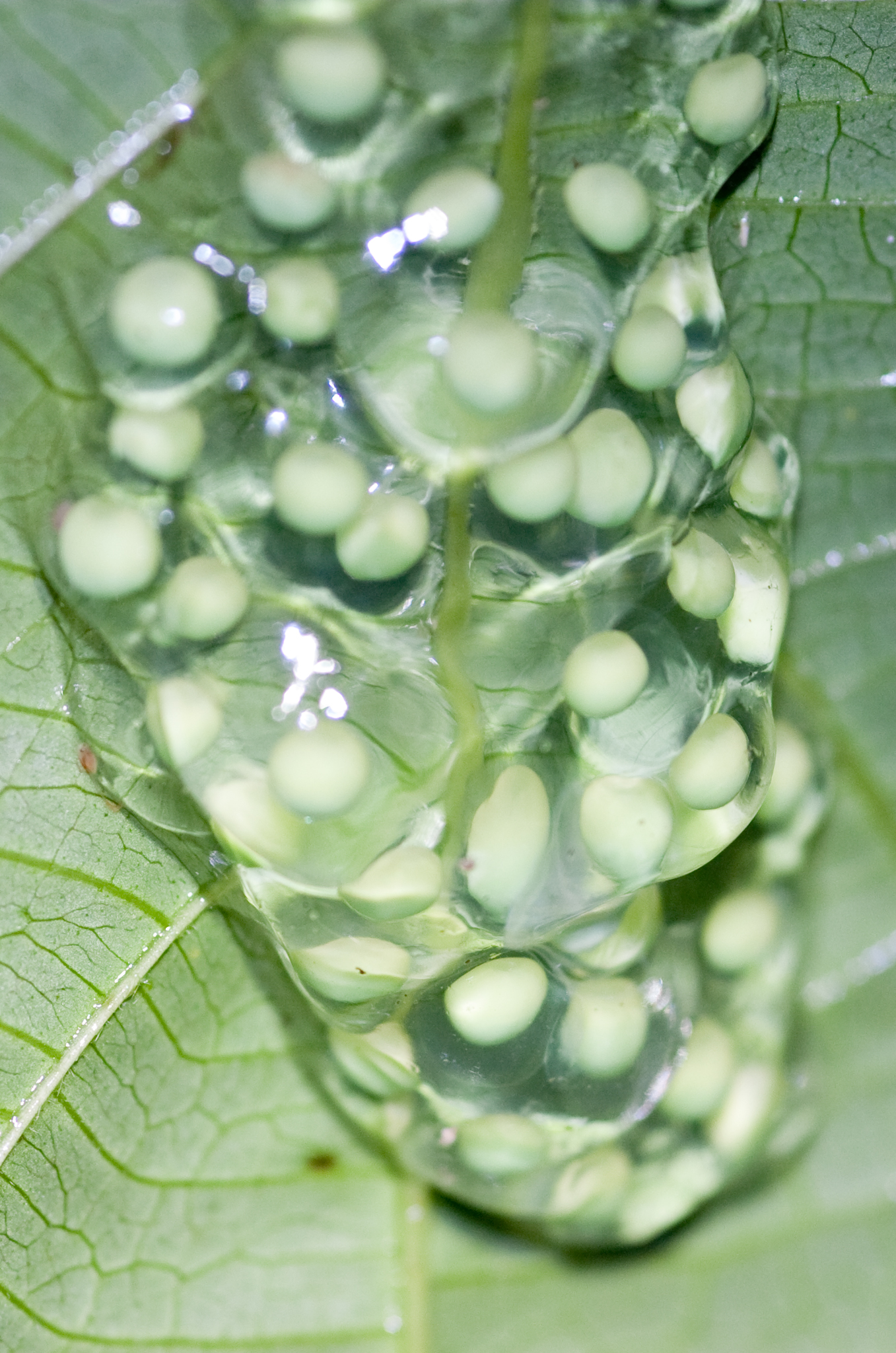
Объект питания - кладка икры квакши
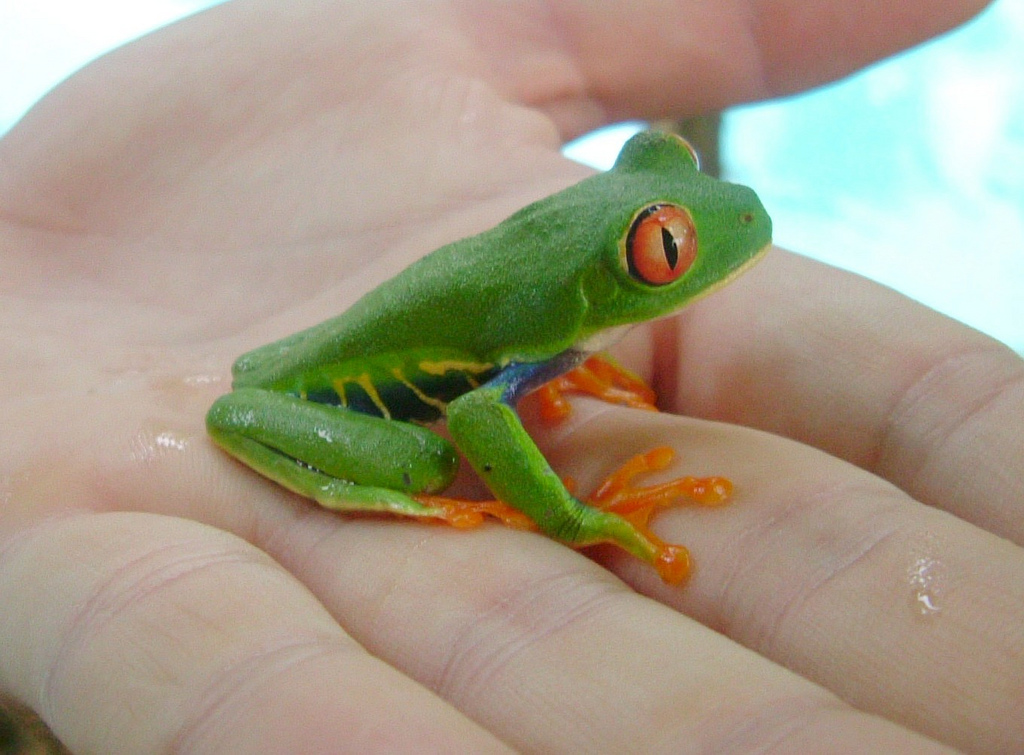
Красноглазая квакша

## Птицы иPolybia rejecta

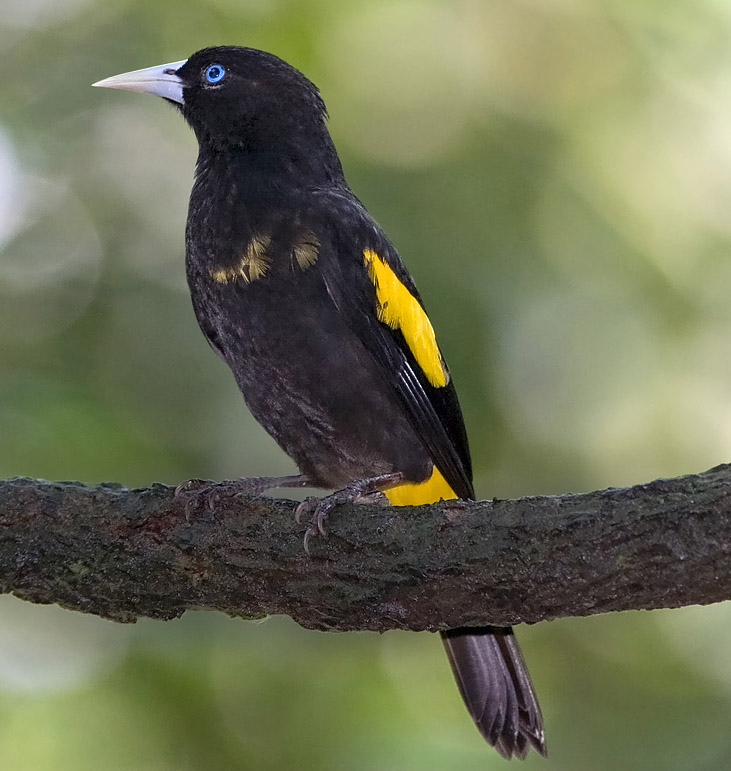
Желтопоясничный чёрный кассик ассоциирует свои гнёзда с гнёздами осы P. rejecta

Было обнаружено, что желтопоясничный чёрный кассик (Cacicus cela, птица из семейства трупиаловых) в Центральной Бразильской Амазонии ассоциирует свои гнёзда с гнёздами P. rejecta. Птицы используют ос для защиты от потенциальных хищников. Общественные осы защищают свои гнёзда, нанося болезненные ужаления тем хищникам, которые на них нападают. Такие связи между осами и птицами встречаются в большинстве районов Неотропического региона, однако мало что известно о том, какую выгоду получают осы от этих отношений. Поэтому такие отношения определяются как комменсализм, поскольку птица явно получает выгоду от защитной природы осы, в то время как оса не получает ни выгоды, ни вреда от присутствия птицы. Ещё одним важным аспектом взаимоотношений является то, что осы не проявляют никакого агрессивного поведения по отношению к птицам. Это необычно, поскольку в большинстве случаев любое животное, оказавшееся на определённом расстоянии от осиного гнезда, немедленно подвергается нападению. Однако агрессивного поведения по отношению к птицам-кассикам или их гнёздам осы не проявляют.

### Гнёзда крапивника иP. rejecta
Campylorhynchus capistratus из рода кактусовые крапивники — ещё один вид птиц, который объединяется с осами P. rejecta для защиты от хищников. В эксперименте, проведённом Фрэнком Джойсом в Коста-Рике, было обнаружено, что у крапивников, чьи гнёзда находились рядом с переселёнными осами, вероятность вывести птенцов была значительно выше, чем у крапивников, рядом с гнёздами которых не было расположено гнёзд ос. У крапивников основной причиной разорения гнёзд является хищничество, в частности, на них нападают обезьяны Cebus imitator. Пытаясь избежать хищников, многие птицы строят свои гнёзда в неприметных или труднодоступных местах, однако такой способ защиты не всегда оказывается успешным. Джойс перенёс осиные гнёзда в места, привычные для крапивников. В результате присутствия ос значительно увеличился процент успешных птенцов. Когда обезьяны пытались напасть на гнёзда птиц, осы, в свою очередь, нападали на обезьян, поскольку те находились слишком близко к осиному гнезду.

## Взаимодействие с человеком
Ужаление — важнейшая оборонительная тактика Polybia rejecta. Осы очень агрессивны, особенно когда человек появляется в непосредственной близости от колонии. Осы облетают колонию на расстоянии около пяти метров и жалят, если человек приближается к ним. Это нападение происходит при очень незначительных провокациях со стороны человека, а также в случае с другими животными. Простое приближение к гнезду обычно вызывает нападение. Ужаление болезненно, но не считается травматичным по шкале боли. Как правило, ужаление не представляет серьёзной опасности для здоровья.

## Таксономия и филогения

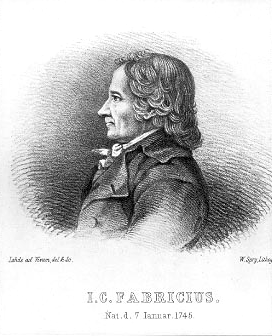
Иоганн Фабриций, впервые описавший этот вид ос в 1798 году

Polybia rejecta — общественная оса из рода Polybia, обитающего в Южной Америке и состоящего из эусоциальных ос. Эусоциальные признаки, характерные для этого вида ос, — наличие совместного ухода за выводком, разделение труда между нерепродуктивными и репродуктивными особями, а также перекрывание поколений в колонии. К роду Polybia относятся более восьмидесяти других видов ос. Вид был впервые описан датским энтомологом Иоганном Христианом Фабрициусом в 1798 году по типовым материалам из Южной Америки и относится к подсемейству Полистины (Polistinae).

## Распространение и среда обитания
Неотропика: Центральная и Южная Америка. Оса Polybia rejecta распространена преимущественно в Коста-Рике и Панаме. Она также обнаружена в Перу и в разрозненных районах вдоль океанской границы Бразилии. Типичный климат, в котором предпочитает обитать P. rejecta в атлантических лесах Бразилии, — жаркий и влажный. Здесь выделяются два сезона: жаркий/влажный и сухой/прохладный. В целом в этом районе выпадает от 1350 до 1900 мм осадков в год, а высота над уровнем моря колеблется от 236 до 515 м. Polybia rejecta была обнаружена по соседству с лягушками вида Красноглазая квакша (Agalychnis callidryas) в бразильской Амазонии. Эта ассоциация также наблюдается с определёнными видами муравьёв. Оба этих вида используют агрессивность осы для защиты от хищников.